# 5629 Kuwana
5629 Kuwana este un asteroid din centura principală de asteroizi.

## Descriere
5629 Kuwana este un asteroid din centura principală de asteroizi. A fost descoperit pe 20 februarie 1993 la Okutama de Tsutomu Hioki și Shuji Hayakawa. El prezintă o orbită caracterizată de o semiaxă mare de 3,05 ua, o excentricitate de 0,08 și o înclinație de 10,1° în raport cu ecliptica.